# Beregond
Beregond es un personaje ficticio de la obra El Señor de los Anillos, de J. R. R. Tolkien. Es hijo de Baranor, soldado de Gondor, de la Tercera Compañía de la Ciudadela, guardia al servicio del rey, enseñó a Pippin sus obligaciones después de que este prestara juramento ante Denethor II. Por medio de él, el Hobbit pudo conocer a fondo la Ciudad de Minas Tirith y sus costumbres, así como también un poco de la historia y de las guerras de Gondor.
Tenía una gran admiración y lealtad por Faramir, esto le permitió salvar la vida de este hombre, puesto que, alertado por Pippin de la locura de Denethor, que pretendía inmolarse con su hijo gravemente herido, desafió las leyes de la ciudad y corrió a rescatar a su admirado Capitán, cometiendo la peor de las felonías al verter sangre en los recintos sagrados de los muertos. Allí mató al guardia de la puerta e hirió gravemente a dos soldados de la guardia del Senescal; e incluso se enfrentó al propio Denethor cuando este con un cuchillo intento terminar con la vida de su hijo herido.
Luchó valientemente en la batalla de la Puerta Negra en donde cayó herido por el ataque de un Troll, pero Pippin que estaba cerca mató a la bestia, salvándole la vida.
El rey Elessar le perdonó la vida (pues sus hechos anteriores eran castigados por las leyes de Gondor con la muerte) pero lo separó de la Guardia del Rey y de Minas Tirith. Sin embargo, por su valentía demostrada al salvar a Faramir, se lo destinó a la Guardia del Senescal Faramir, la Compañía Blanca, y residió con su señor en Ithilien.
En la película la hazaña de Beregond es realizada por Gandalf.
- Datos: Q793290